# Санаин
Санаин (арм. Սանահին) — памятник армянской архитектуры, средневековый монастырь, один из главных средневековых культурных центров Северной Армении. Церковный комплекс датирован X—XIII веками. При Санаине были скрипторий, где переписывались книги, библиотека и академия (чемаран). Находился в селе Санаин — ныне в границах города Алаверди (Лорийская область, Армения). Санаин вместе с монастырём Ахпат внесён в список объектов Всемирного культурного наследия ЮНЕСКО.
Монастырь расположен на небольшом горном плато, в каньоне реки Дебед, на высоте 1000 м над уровнем моря всего в нескольких километрах к западу от Ахпата. По другую сторону реки находится город Алаверди, путь от которого в монастырь начинается у древнего Санаинского моста.

## История и описание монастыря

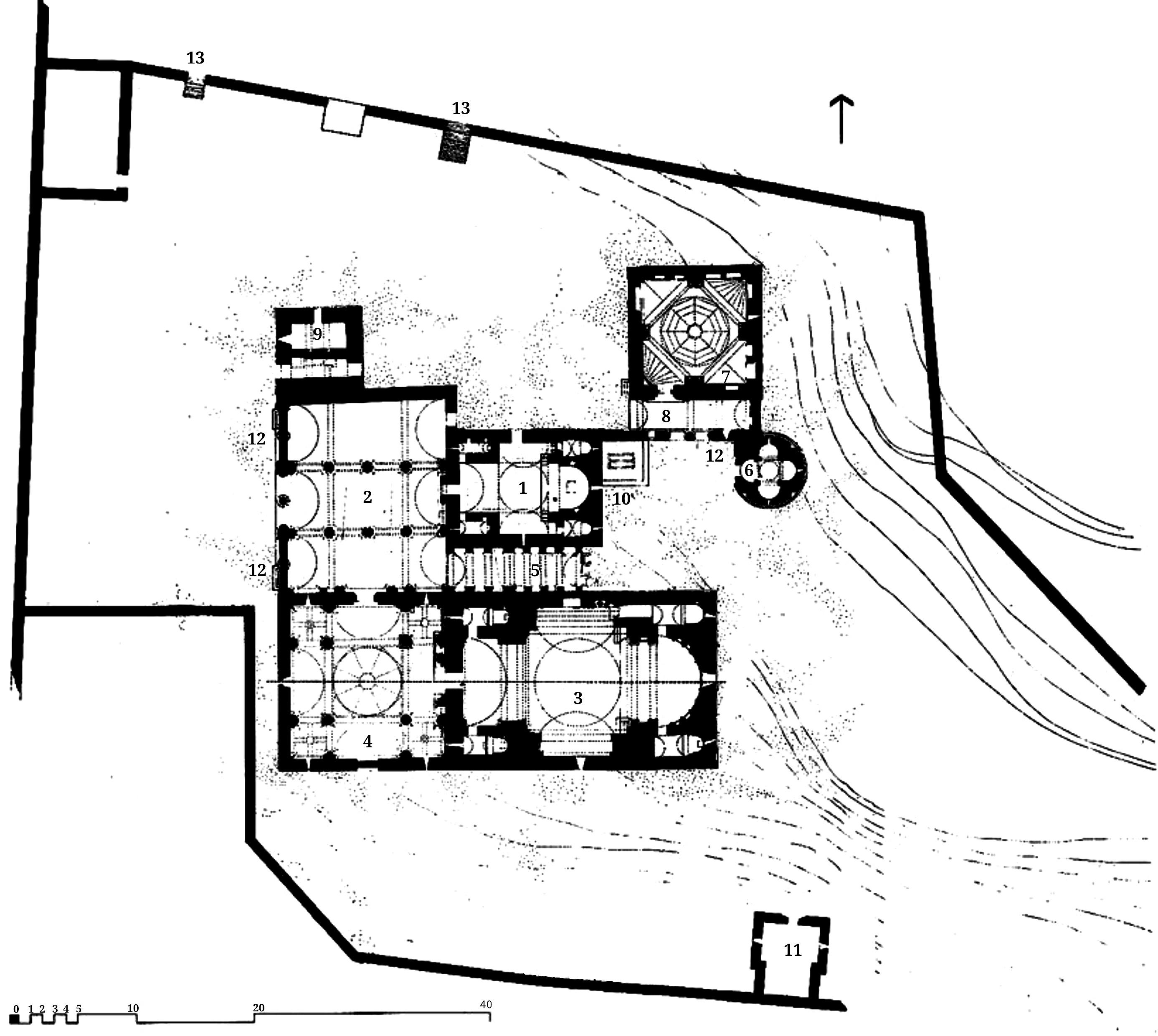
План Санаина

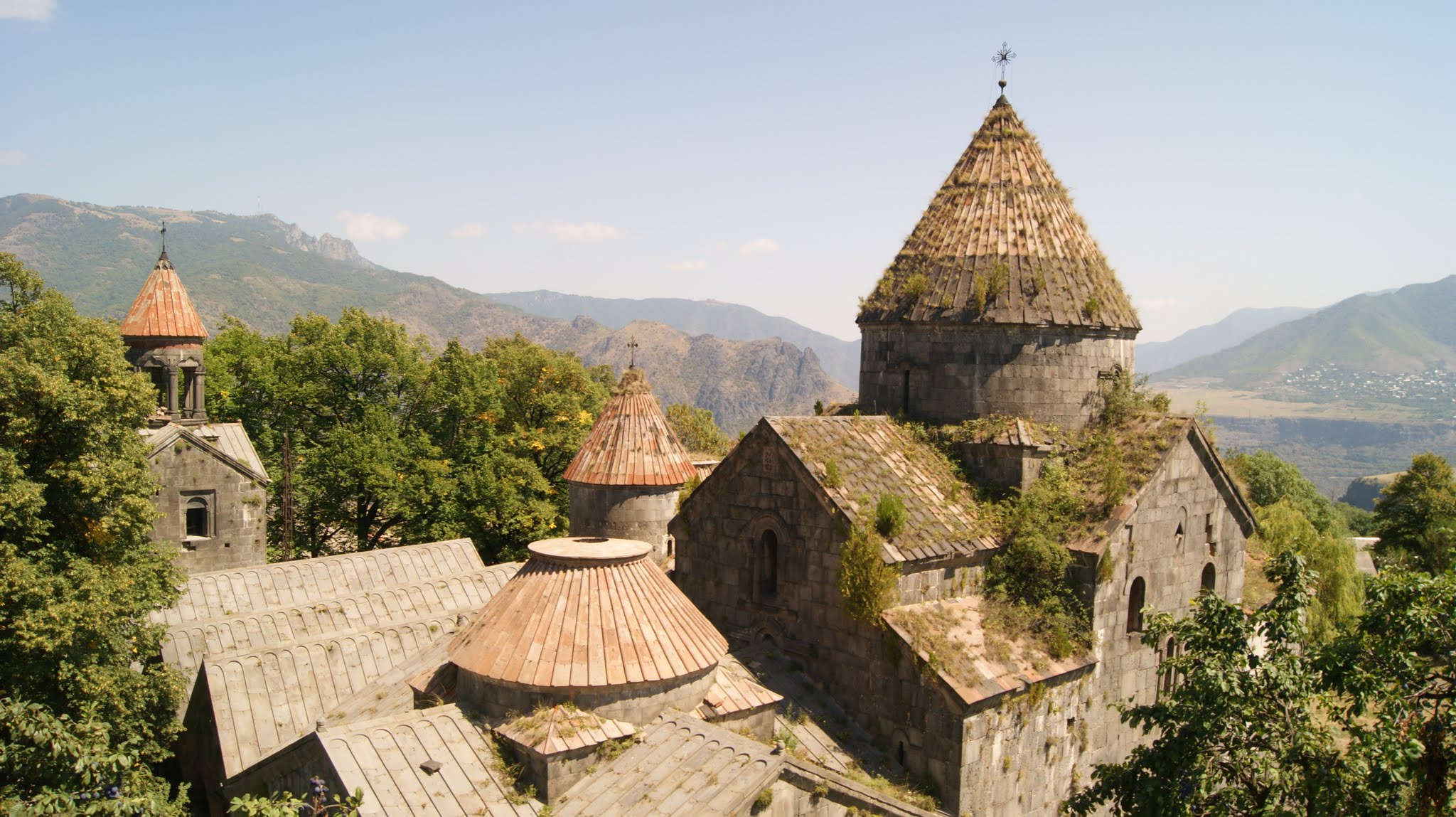
Общий вид на монастырь

Точная дата основания монастыря не установлена. Его возникновение, согласно легендам, относится к IV веку. Однако древнейшая постройка, сохранившаяся до наших дней — церковь Аствацацин (церковь Богоматери) — была построена в 951 году. Остальные монастырские здания датируются X—XIII вв. Во второй половине X века рядом с церковью Аствацацин была возведена её увеличенная копия — храм Аменапркич (храм Всеспасителя). Здания соединили перекрытием, и образовалась галерея, которой дали имя известного учёного Григора Магистроса, который преподавал в Санаине философию, риторику и математику.
Санаин владел обширными земельными угодьями, численность братии в X — XIII веках доходила до 300—500 человек, среди которых были учёные, деятели культуры. Предполагают, что это были армянские священнослужители, которые были изгнаны из Византии императором Романом I Лакапином. В этот период Санаин приобрёл значение просветительского центра Армении, школа при монастыре была преобразована в Академию, известную в истории Армении как Академия Григора Магистроса Пахлавуни. Большое внимание в ней уделялось изучению гуманитарных наук, здесь преподавали выдающиеся учёные и просветители Средневековья — Теодорос, Вардан, Анания и другие, прозванные Санаинскими.
Монастырь занимает небольшую, около 2 га, территорию, в центральной части которой, вокруг главного храма Санаина — Сурб Аствацацин (ок. 934 г.) — построены церковь Аменапркич (957—962 гг.) и часовня Сурб Григор (1061), здание академии (XI в.), книгохранилище (1063), здание галереи (конец X в.), притвор (1181) и колокольня (XIII в.).
Церковь Сурб Аствацацин — самая старая из сохранившихся сооружений монастыря. Здание, построенное из базальта, представляет собой крестово-купольный храм с четырьмя пристройками со всех сторон. Уцелевшие фрагменты штукатурки со следами росписи позволяют предположить, что интерьер церкви был украшен настенной живописью. С течением веков церковь неоднократно ремонтировалась и частично перестраивалась. Так, в 1652 году был надстроен купол.

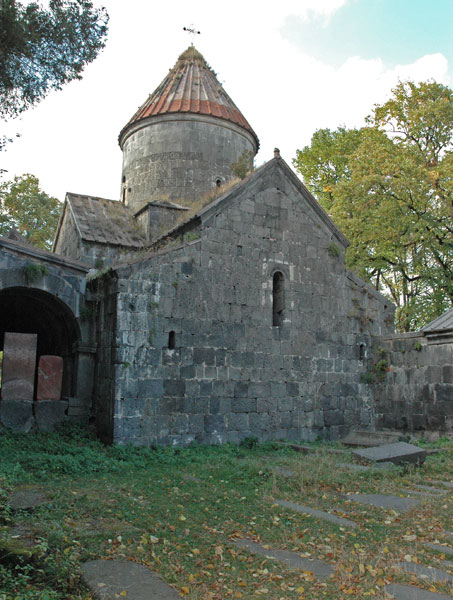
Церковь Сурб Аствацацин

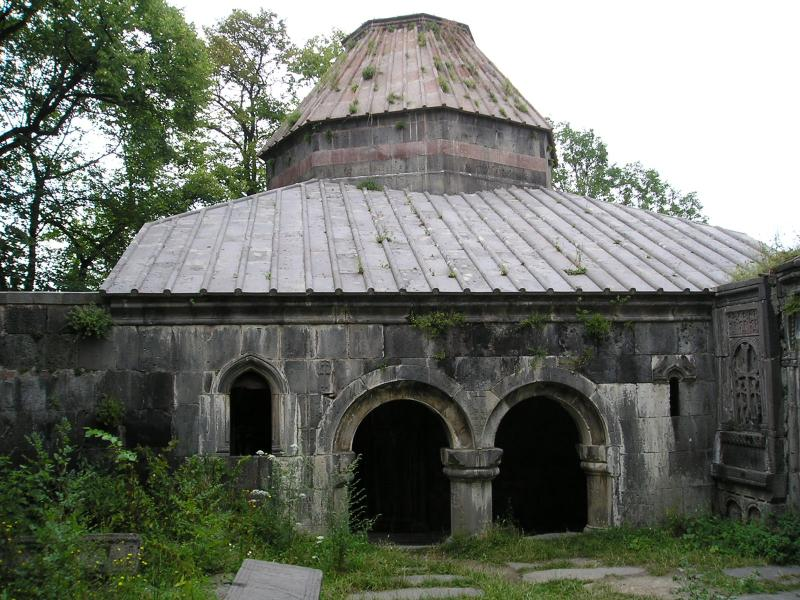
Библиотека монастыря

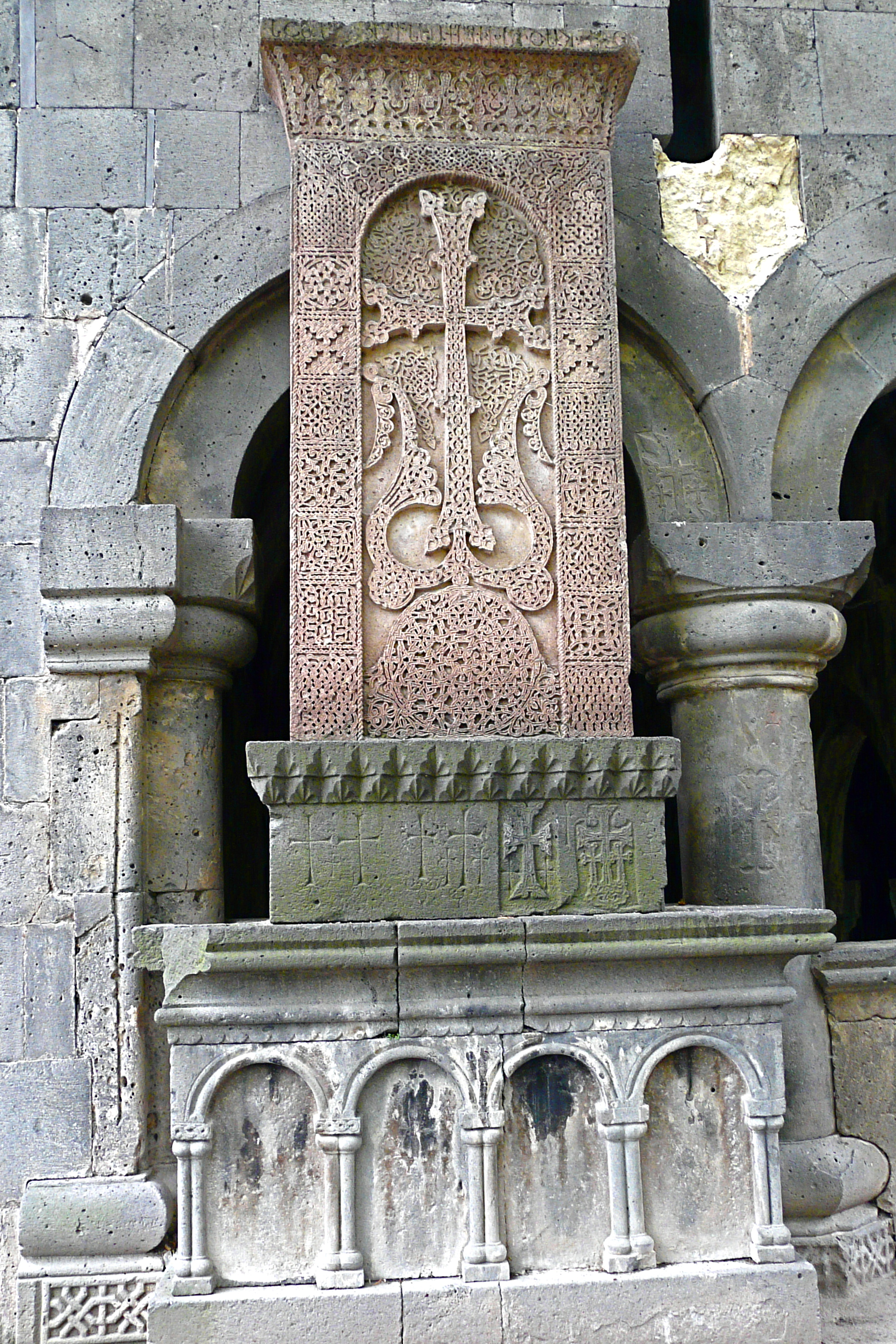
Хачкар — каменный резной крест

Церковь Аменапркич — самый крупный из всех памятников Санаина. В X веке она служила кафедральным собором Лорийского царства. Это сооружение относится к тому же крестово-купольному типу, что и Сурб Аствацацин, от которой её отличают только кладка, выполненная из чисто тёсанных квадров базальта, и детали, обусловленные большими размерами церкви. Памятник этой церкви — помещённая в верхней части восточного фасада скульптурная группа — цари Кюрике I и Смбат II, которые держат в руках модель храма.
Между церквями Сурб Аствацацин и Аменапркич строителями X века был оставлен узкий проход. Однако зодчие вскоре убедились в том, что частые землетрясения в этих местах могут разрушить церкви. Ими было принято находчивое и очень правильное с инженерной точки зрения решение — заполнить пространство между церквями ещё одним сооружением, которое создаст единую объёмно-пространственную композицию, значительно повысит сейсмическую устойчивость группы. Таким сооружением стала школа Академии (кон. X—нач. XI в.), композиция которой представляет каркасную конструкцию однонефной галереи с мощными арками и основой, перекрытую каменными плитами.
С запада к галерее примыкают арочные гавиты (четырёхстолпный 1185 г. и 1211 г.), трёхъярусная башнеобразная колокольня (сер. XIII в.), возвышающаяся над всеми другими постройками, наибольшее в средневековой Армении книгохранилище (1063 г.) с восьмигранным шатром, часовня Сурб Григор (Святого Григория Просветителя, до 1061 года). Все эти сооружения сгруппированы вокруг старейшей церкви. Единство и компактность комплекса достигнуты благодаря мастерству зодчих, которые в течение трёх веков тщательно перенимали знания и опыт своих предшественников и возводили свои творения с учётом построенных ранее. Фасады большинства зданий гладкие, монолитные. Изнутри все сооружения украшены резьбой по камню, барельефами, другими декоративными элементами, в том числе привнесёнными из светской архитектуры.
Книгохранилище Санаина — крупнейшее средневековое книгохранилище Армении. Возведено оно было на средства и по приказу царевны Грануш. В нём хранились не только манускрипты, но и разная ценная утварь монастыря. Квадратное в плане помещение книгохранилища увенчано восьмигранным шатром. Основной свет в течение дня проникает в помещение через круглое отверстие в его вершине, оно же служит и для вентиляции. Роль шкафов здесь играли десять ниш — разнообразные по величине, форме и высоте. Для защиты помещения книгохранилища от солнца, ветра, дождя и снега, создания перед ним своеобразного климатического «шлюза» — вдоль его южной стены была возведена галерея, которая использовалась не только как место для бесед, но и как усыпальница знатных особ. В ней до сих пор сохранилось надгробие княгини Нарджис, сестры Закаре и Иване Захаридов.
Притвор монастыря в Санаине сооружён на месте более раннего, разрушенного иностранцами и землетрясением. Новое помещение представляет собой квадратный в плане зал, украшенный четырьмя центральными колоннами. Шатёр притвора вытянут по высоте, это впечатление усиливается его восьмигранной формой со световым отверстием, сосредоточивает взгляд зрителя на голубом небе, что виднеется в вышине. В отличие от большинства притворов, двери здесь устроены в северной стене. Это сделало более удобным его связь с другими службами монастыря. Лаконичные внешние формы притвора дошли до нас без существенных изменений. Последним монументальным сооружением монастыря была колокольня — квадратная в плане трёхэтажная башня, увенчанная шестиколонной ротондой, в которой висели колокола. Три её различных по назначению этажа использовались так: первый, сегодня основательно перестроенный, служил монастырским складом; второй, состоящий из трёх небольших пристроек, использовался как храм; в просторном и светлом помещении третьего этажа, вероятно, работали переписчики рукописей.
На территории монастыря, близ основной группы зданий имеется ряд других сооружений — усыпальница князей Закарянов и Аргутинских-Долгоруких 1189 года; часовня Сурб-Саркис, церковь Сурб-Карапет и др. В ущелье реки Дебед вблизи монастыря Санаин — однопролётный арочный мост (1192), украшенный фигурами диких кошек и посвятительными надписями одной из княгинь из рода Захаридов.
В усыпальнице семьи Захаридов, в частности, похоронен Иван Закарян. Его не менее известный брат, Закарэ, как вероотступник (он принял православие) лишился права быть похороненным в семейной усыпальнице.
За пределами монастыря сохранилась церковь Сурб Арутюн XIII века. Это миниатюрное, квадратное в плане здание со сводчатым залом и двускатной крышей. От других эта церковь отличается наличием двух алтарных апсид, что делает её, скорее всего, поминальной часовней. Её правый алтарь был посвящён Воскресению, левый — Святому Григорию, в память, вероятно, Григора Тутеворди, чей надгробный хачкар находится на территории монастыря.
К востоку от Санаина на вершине лесистого холма стоит церковь Сурб Карапет. Это небольшая однонефная базилика со сводчатым перекрытием, с северной стороны к ней примыкают два миниатюрных боковых алтаря. Построена церковь в начале XI века и интересна тем, что её нижние части сложены из тёмно-зелёного кварцита кладкой «рыбья кость». Обрамление же проёмов и верхней части церкви сложено из чисто тёсаных блоков базальта.
В Санаине, как и в Ахпате, изучали гуманитарные науки, богословие, занимались живописью, миниатюрами и каллиграфией. Этим обстоятельством во многом объясняется композиционное сходство двух монастырей. Архитектурные детали и декор сооружений имеют так много общего, что это позволяет сделать предположение о принадлежности их мастеров к одной школе. Несомненно, что оба монастырских комплекса представляют собой лучшие образцы эпохи расцвета армянской религиозной архитектуры, уникальный стиль которой сформировался при смешивании византийских и местных кавказских традиций.
Турки-сельджуки в 1064 году, а затем и персы в 1104 году разграбили собор вместе с другими храмами Санаина. Дело довершило землетрясение 1139 года, которое значительно повредило весь ансамбль памятников. Вторжение монголов в 1235 году приводится в качестве причины общего упадка монашеской жизни и последующего распада самого монастыря. После этого и других вторжений, большая часть монастыря была разрушена, в том числе жилые помещения монахов, притвор десятого века, могила Кюрикянов. Следующие реставрации XII—XIX веков, восстановив вид церквей, не вернули им былого великолепия внутреннего убранства.
В 2010 году Санаин посетил премьер-министр Армении Тигран Саркисян, который отметил, что для восстановления монастыря нужна комплексная программа, которая будет разработана межведомственной комиссией во главе с министром культуры Армении Асмик Погосян. При этом Саркисян заявил, что также не решён вопрос правового статуса Санаина — несмотря на то, что правительство уже приняло решение передать Санаин Первопрестольному святому Эчмиадзину, однако необходимые правовые процедуры ещё не завершены. По оценкам специалистов, на восстановительные работы Санаинского комплекса необходимо 200 млн. драмов (около 503,6 тыс. долларов США).

## Галерея

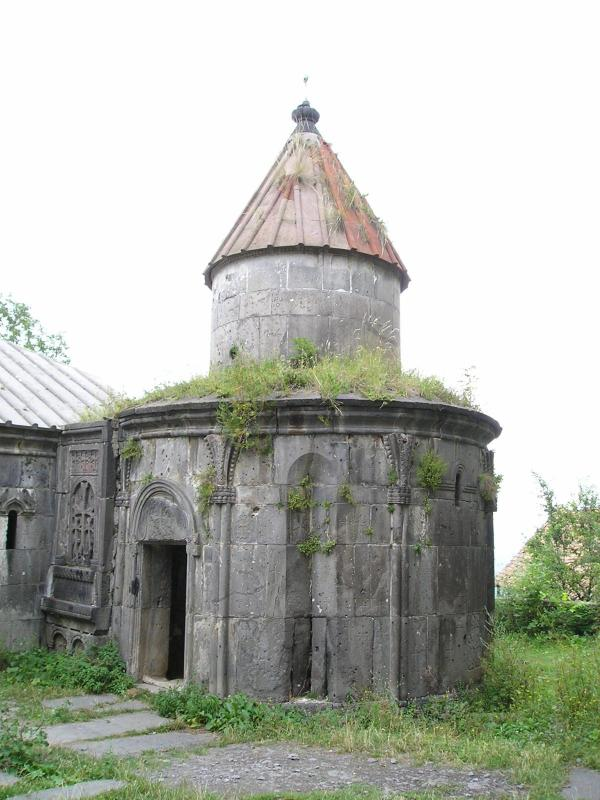
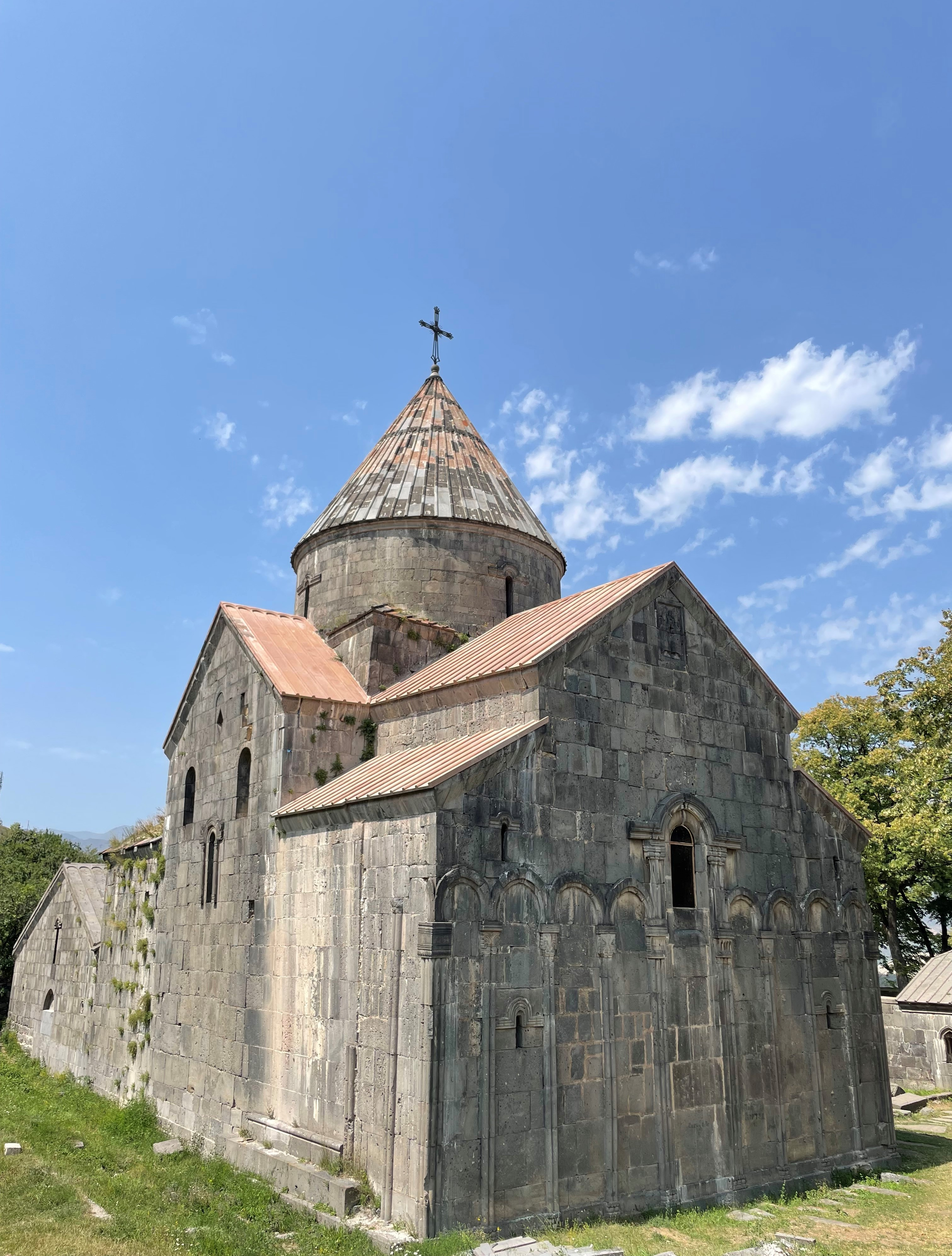
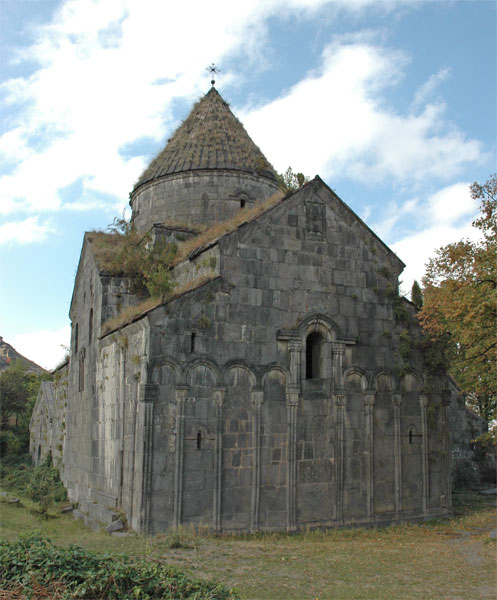
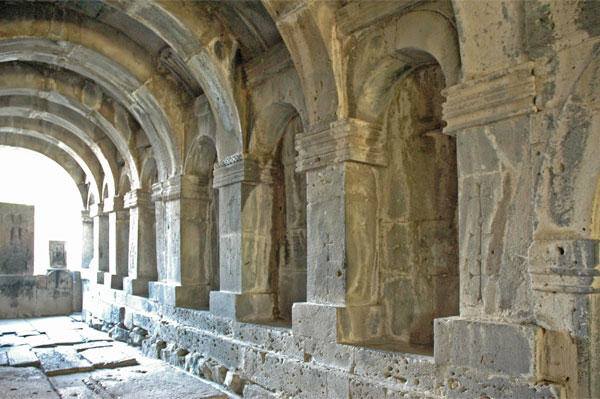
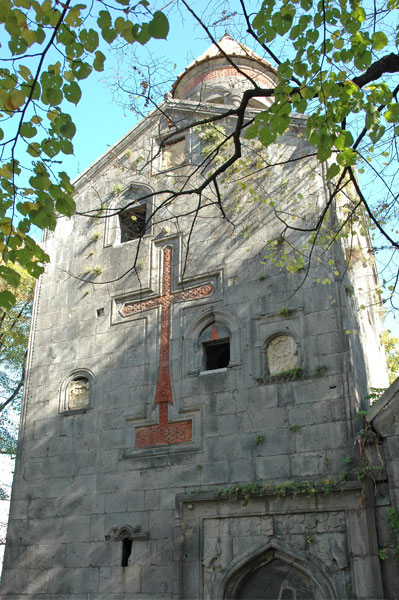
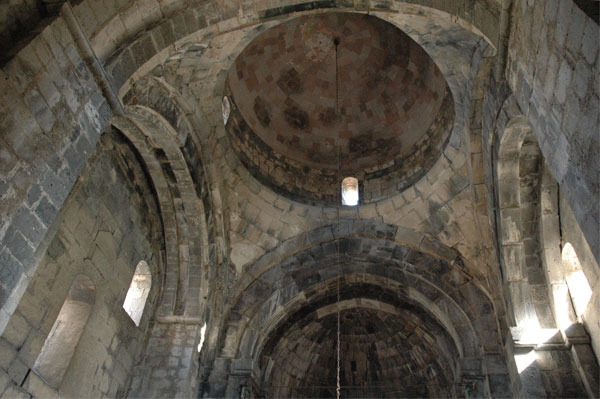
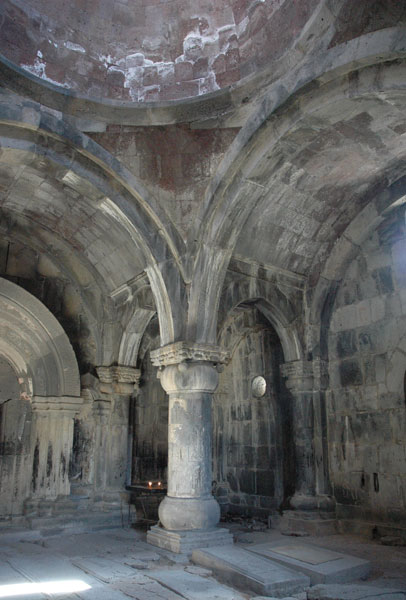
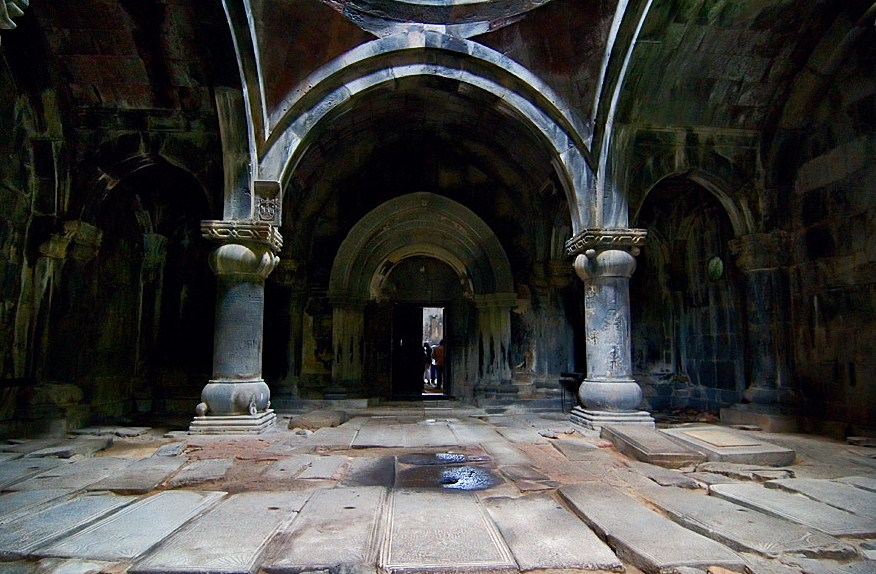
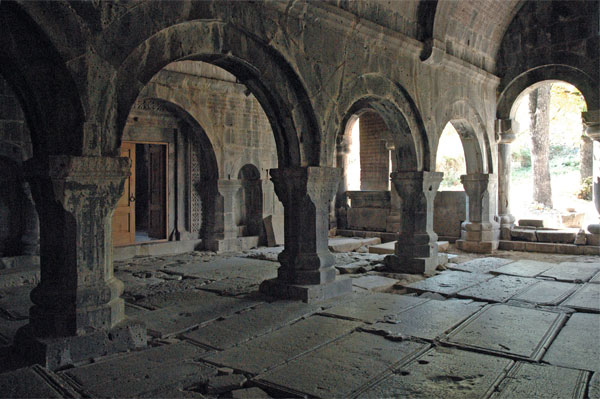
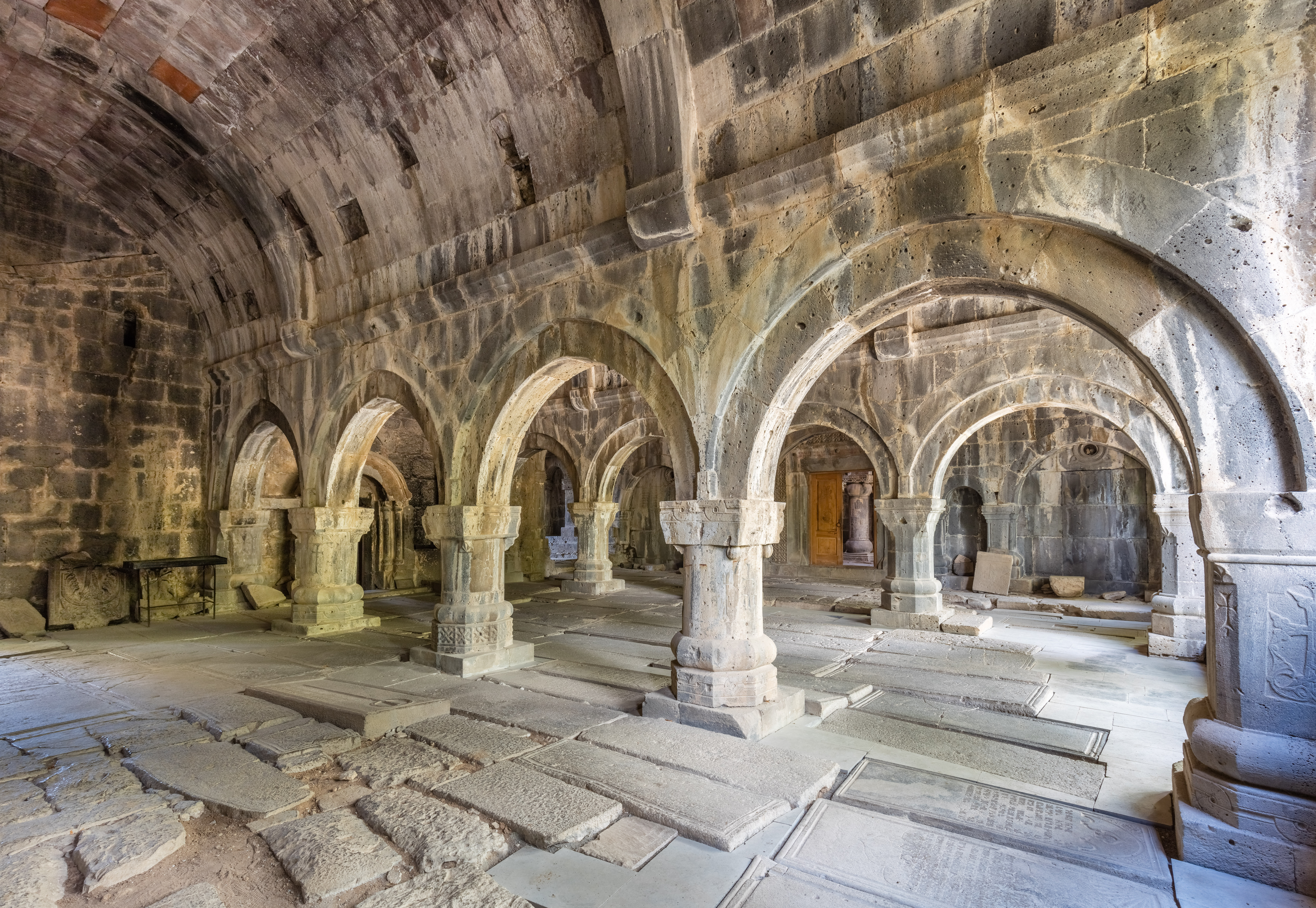
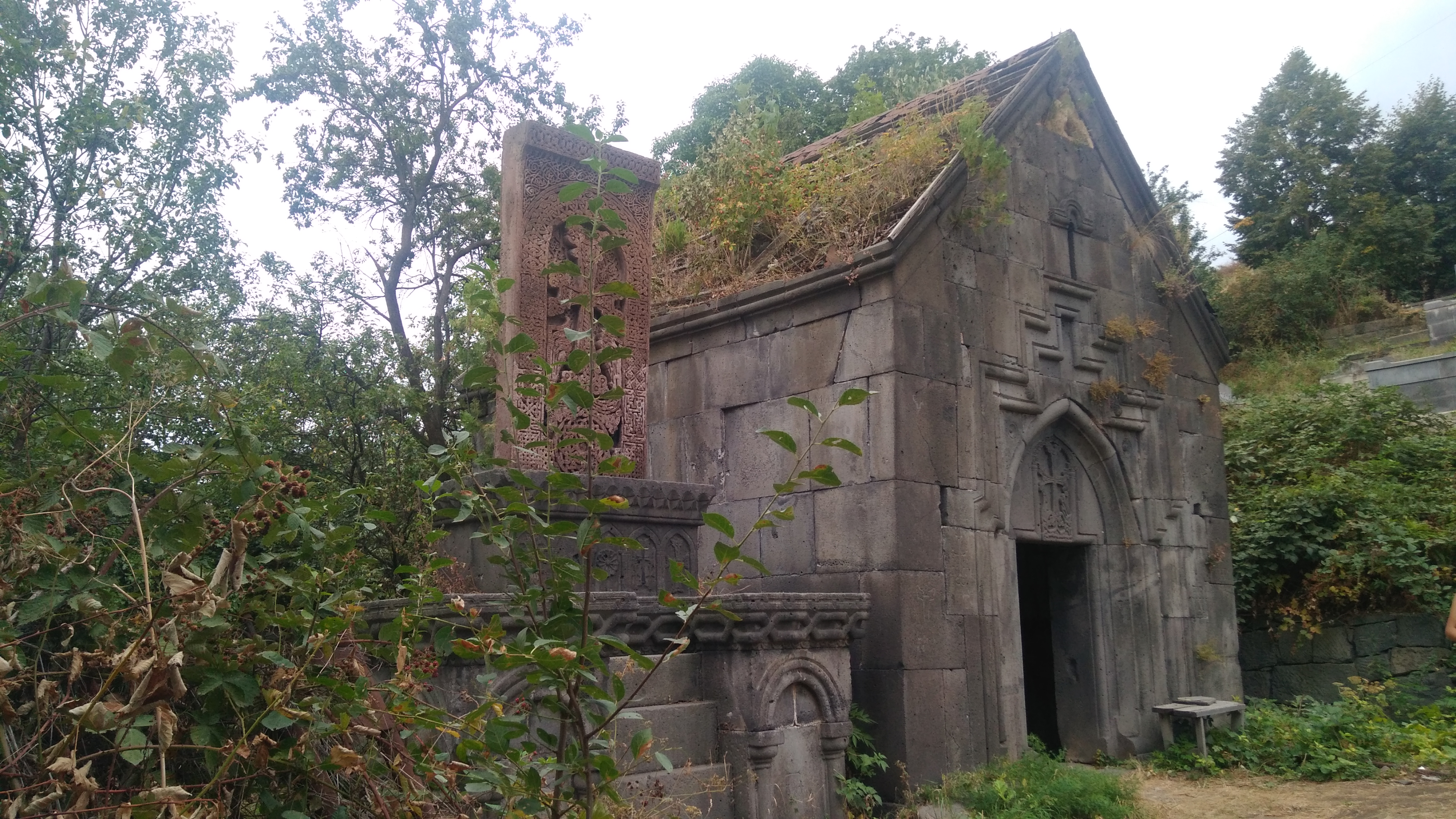